# Фогл, Джулиус
Джулиус Фогл (англ. Julius Fogle; 2 декабря 1971, Такома) — американский боксёр средней, второй средней и полутяжёлой весовых категорий. В конце 1990-х — первой половине 2000-х годов выступал за сборную США, чемпион национального первенства в среднем весе, победитель и призёр многих турниров международного и национального значения. В период 2004—2014 годов боксировал на профессиональном уровне, владел титулом чемпиона Америки во втором среднем весе по версии Международного боксёрского совета.

## Биография
Джулиус Фогл родился 2 декабря 1971 года в городе Такома, штат Вашингтон. Активно заниматься боксом начал заниматься с раннего детства, продолжал тренироваться во время службы в вооружённых силах США.

### Любительская карьера
Фогл неоднократно становился чемпионом страны среди военнослужащих, несколько раз попадал в число призёров на молодёжных турнирах «Золотые перчатки». На международном уровне первого успеха добился в сезоне 1997 года, когда побывал на Всемирных военных играх и привёз оттуда медаль бронзового достоинства. Год спустя боксировал на чемпионате США среди любителей, где сумел дойти до стадии четвертьфиналов. Наивысший результат в зачёте национальных первенств показал в 2002 году, когда на турнире в Лас-Вегасе взял верх над всеми соперниками и стал чемпионом страны в среднем весе. В сезоне 2004 года так же сумел дойти до финала, но в решающем матче уступил Джеймсу Джонсону. Фогл участвовал в квалификационных турнирах к Олимпийским играм 2000 и 2004 годов, но оба раза не выдерживал конкуренцию со стороны более удачливых соотечественников и не проходил отбор. Выступал на чемпионате мира 2001 года в Белфасте, где, тем не менее, выбыл из борьбы за медали уже на стартовом этапе. В любителях встречался на ринге с такими известными чемпионами как Джермен Тейлор, Джефф Лейси, Джерсон Равело, Андре Уорд, Андре Диррелл.

### Профессиональная карьера
Не сумев пройти отбор на летнюю Олимпиаду в Афинах, Фогл принял решение перейти в профессионалы и в ноябре 2004 года дебютировал на профессиональном ринге — своего первого соперника Тима Алленсворта победил нокаутом в первом же раунде. В течение года провёл восемь победных поединков, не потерпев ни одного поражения. В декабре 2005 года удостоился права оспорить титул чемпиона Америки во втором среднем весе по версии Международного боксёрского совета, который на тот момент принадлежал Исайе Хендерсону. Их противостояние продлилось только два раунда, Фогл одержал победу техническим нокаутом и забрал чемпионский пояс себе.
К началу 2007 года Джулиус Фогл уже сделал серию из 15 побед подряд, однако затем потерпел первое в карьере поражение, техническим нокаутом от представителя Багамских Островов Джермейна Маки. Начиная с этого момента его карьера резко пошла на спад: в 2009 году бой против Кевина Энджела признали несостоявшимся из-за непреднамеренного столкновения головами во втором раунде, а в период 2010—2012 годов он проиграл семь поединков подряд, в том числе проиграл многократному претенденту на чемпионские титулы мексиканцу Энрике Орнеласу. Также три раза встречался на ринге с россиянами и всем троим тоже проиграл: нокаутом в первом раунде Максиму Власову, раздельным решением судей Максиму Лимонову, нокаутом во втором раунде Сергею Ковалёву. Последний раз выходил на ринг в статусе профессионального боксёра в феврале 2014 года, когда единогласным судейским решением уступил соотечественнику Уиллису Локетту.
После завершения спортивной карьеры получил некоторую известность как стендап-комик. Написал книгу-автобиографию под названием «Последний раунд».